# Sexto Papínio Alênio
Sexto Papínio Alênio (em latim: Sextus Papinius Allenius) foi um senador romano eleito cônsul em 36 com Quinto Pláucio. Alênio é conhecido por ter introduzido duas frutas na península Itálica: a jujuba (em latim: zizipha), que ele trouxe da África, e uma variedade de maçã silvestre (em latim: tuber), que ele encontrou na Síria. Segundo Plínio, Alênio as cultivou em seu acampamento a partir de mudas colhidas e acrescenta que a maçã silvestre "é mais parecida com uma amora do que com uma maça, mas as árvores são particularmente boas para a decoração de terraços".

## Carreira
Alênio era um nativo de Patávio. Segundo o historiador Ronald Syme, "seu segundo nome pode ser presumido como sendo materno" e cita dois oficiais equestres com nomes similares, Marco Alênio Crasso Cossônio e Alênio Estrabão. Ségolène Demougin avança um pouco mais e concorda com D. McAlindon que Alênio era ele próprio um equestre originalmente e foi admitido no Senado ao se tornar questor entre 15 e 20.
Sua carreira é conhecida a partir de uma inscrição sem muitos detalhes, o que era típico no início do principado. Segundo ela, Alênio foi tribuno militar (mas não cita em qual legião), questor, legado na época de Tibério, tribuno da plebe, pretor, legado propretor e finalmente cônsul. Ele também foi um dos quindecênviros dos fatos sagrados.
Syme oferece uma explicação para estes cargos. Segundo ele, sua primeira vez como legado foi como legado militar, o comandante de uma legião; a data do seus pretorado foi 27; a segunda vez como legado propretor foi como governador de uma das cinco províncias pretorianas sob controle direto do imperador. Syme também deixa implícito que Alênio devia seu consulado à influência de Lúcio Vitélio.

## Família
"Os Papínios tiveram um rápido e melancólico fim", escreve Syme. Alênio teve dois filhos: o primeiro, também chamado Sexto Papínio, se matou em 37 para escapar dos avanços sexuais de sua mãe, que depois foi convocada pelo Senado para responder pelo crime, e o outro foi condenado à morte por Calígula.